# Lej Mi Pół
Lej Mi Pół (LMP) – polski zespół z Bielska-Białej grający muzykę komediowy rock i punk rock.
W 2012 roku zespół nagrał swoją pierwszą płytę zatytułowaną Skolioza odbytu. Lej Mi Pół słyną z kontrowersyjnych, zabawnych i wulgarnych tekstów. Najbardziej znana piosenka zespołu to Polibuda opowiadająca o życiu w akademiku Osiedla Studenckiego Politechniki Śląskiej. Osiągnęła ona prawie siedem milionów wyświetleń na YouTube (dane na grudzień 2024).
Zespół grał wiele koncertów, m.in. na Juwenaliach czy Zacieraliach.

## Dyskografia
Albumy:
- 2012: Skolioza odbytu
- 2014: Fabryka męskości
- 2017: Wszystkiego najlepszego Marian
- 2022: Wędrowny druciarz

Single:
- 2020: Świat Gnije
- 2024: Aśnaebaem[6]
- 2024: Kurier
- 2025: Plenery